# Thuidium samoanum
Thuidium samoanum là một loài Rêu trong họ Thuidiaceae. Loài này được Mitt. miêu tả khoa học đầu tiên năm 1868.